# AlphaTauri AT04
Az AlphaTauri AT04 egy Formula–1-es versenyautó, amelyet a Scuderia AlphaTauri versenyeztetett a 2023-as Formula–1 világbajnokság során. Pilótái kezdetben Cunoda Júki és Nyck de Vries voltak, majd Magyarországtól az utóbbi helyén Daniel Ricciardo, majd az őt sérülés miatt helyettesítő Liam Lawson.

## Áttekintés
Ebben az évben a csapat - névleg - visszatért a Honda motorjaihoz, hasonlóan a Red Bull csapatához. Az autót 2023. február 11-én mutatták be New Yorkban egy divatshow keretein belül, lévén az AlphaTauri a Red Bull divatmárkája. Az előző idényhez képest változás volt néhány új szponzor érkezése, köztük a német olajcég Orlen.
2023-ban sokáig egyértelműen az AlphaTauri volt a mezőny leggyengébb csapata. A nyári szünetig Cunoda hatalmas teljesítményének köszönhető volt a mindössze három gyűjtött pont (és sokszor csak épphogy maradt le a pontszerzésről). Vele ellentétben de Vries csalódást keltő eredményeket produkált, sokszor komoly hibákat ejtve, ezért a magyar nagydíj előtt megváltak tőle. A helyére a visszatérő Daniel Ricciardo ült be, aki Hollandiában a második szabadedzésen balesetet szenvedett és eltört a csuklója. Helyére az új-zélandi Liam Lawson, a csapat tesztpilótája ült be. Lawson remek teljesítményt nyújtott, harmadik futamán Szingapúrban már pontokat is sikerült szereznie - vele ellentétben Cunoda versenye kétszer is véget ért már az első kör előtt. Az autó teljesítményének hiányában csak a tisztes helytállásra futotta a csapatnak a következő versenyeken.
Amerikában Ricciardo visszatért a csapathoz, de teljesítménye messze elmaradt Cunodáétól, aki nemcsak hogy nyolcadik helyen ért célba, de megfutotta a verseny leggyorsabb körét is. Ekkor kapott új fejlesztéseket az autó, többek között új padlólemezt és a Red Bull csapattól átvett hátsó felfüggesztést, és ettől látványos formajavulás következett be. Majdnem megszerezték az idény végén a konstruktőri hetedik helyet is, amely Cunoda fantasztikus teljesítményének volt köszönhető.

## Eredmények
| Év   | Csapat              | Motor          | Gumik | Pilóták   | Futamok | Futamok | Futamok | Futamok | Futamok | Futamok | Futamok | Futamok | Futamok | Futamok | Futamok | Futamok | Futamok | Futamok | Futamok | Futamok | Futamok | Futamok | Futamok | Futamok | Futamok | Futamok | Pontok | Helyezés |
| Év   | Csapat              | Motor          | Gumik | Pilóták   | BHR     | SAU     | AUS     | AZE     | MIA     | MON     | ESP     | CAN     | AUT     | GBR     | HUN     | BEL     | NED     | ITA     | SIN     | JPN     | QAT     | USA     | MXC     | SAP     | LVG     | ABU     | Pontok | Helyezés |
| ---- | ------------------- | -------------- | ----- | --------- | ------- | ------- | ------- | ------- | ------- | ------- | ------- | ------- | ------- | ------- | ------- | ------- | ------- | ------- | ------- | ------- | ------- | ------- | ------- | ------- | ------- | ------- | ------ | -------- |
| 2023 | Scuderia AlphaTauri | Honda RBPTH001 | P     | Cunoda    | 11      | 11      | 10      | 10      | 11      | 15      | 12      | 14      | 19      | 16      | 15      | 10      | 16      | NI      | KI      | 12      | 15      | 8       | 12      | 9 6     | 18 †    | 8       | 25     | 8.       |
| 2023 | Scuderia AlphaTauri | Honda RBPTH001 | P     | de Vries  | 14      | 14      | 15 †    | KI      | 18      | 12      | 14      | 18      | 17      | 17      |         |         |         |         |         |         |         |         |         |         |         |         | 25     | 8.       |
| 2023 | Scuderia AlphaTauri | Honda RBPTH001 | P     | Ricciardo |         |         |         |         |         |         |         |         |         |         | 13      | 16      | NI      |         |         |         |         | 15      | 7       | 13      | 14      | 11      | 25     | 8.       |
| 2023 | Scuderia AlphaTauri | Honda RBPTH001 | P     | Lawson    |         |         |         |         |         |         |         |         |         |         |         |         | 13      | 11      | 9       | 11      | 17      |         |         |         |         |         | 25     | 8.       |

- † – Nem fejezte be a futamot, de rangsorolva lett, mert teljesítette a versenytáv 90%-át.
- Cunoda a sao paulói sprinfutamon 3 pontot szerzett.

## Fordítás
Ez a szócikk részben vagy egészben  az   AlphaTauri AT04 című angol Wikipédia-szócikk ezen változatának fordításán alapul.  Az eredeti cikk szerkesztőit annak laptörténete sorolja fel. Ez a jelzés csupán a megfogalmazás eredetét és a szerzői jogokat jelzi, nem szolgál a cikkben szereplő információk forrásmegjelöléseként.